# Tscharuymagh
Tscharuymagh (auch Charuymaq, persisch چاراویماق, DMG Čār Uymāq, ‚Vier Stämme‘) ist ein Schahrestan (Verwaltungsbezirk) in der Provinz Ost-Aserbaidschan im Nordwesten Irans. Im Jahr 2006 hatte Tscharuymagh hochgerechnet 34.665 Einwohner.